# کروونا (داکوتای جنوبی)
کروونا(به انگلیسی: Corona) شهری در ایالت داکوتای جنوبی کشور ایالات متحده آمریکا است که جمعیت آن در سرشماری سال ۲۰۱۰ میلادی، ۱۰۹ نفر بوده‌است.